# Sida (vesnice)
Sida (abchazsky Сида, gruzínsky სიდა – Sida) je vesnice v Abcházii v okrese Gali. Leží přibližně 5 km jižně od okresního města Gali. Na západě sousedí s Horním a Dolním Bargjapem, na severozápadě s Riapem, na severu s Šašikvarou, na východě s Čuburchindžem a na jihu s Ganachlebem, s Nabakií a s Taglanem.
Oficiálním názvem obce je Vesnický okrsek Sida (rusky Сидская сельская администрация, abchazsky Сида Барҕьаҧ ақыҭа ахадара). Za časů Sovětského svazu se okrsek jmenoval Sidský selsovět (Сидский сельсовет).

## Části obce
Součástí Sidy jsou následující části:
- Sida (Сида)
- Ačandara / Čandari (Аҷандара / Ҷандари)
- Dichagudzba (Дихагәыӡба)
- Kvaca (Кәаҵа)
- Nadeli (Надели)
- Nadukani (Надуқани)
- Taba (Таба)

## Historie
Sida byla v minulosti součástí gruzínského historického regionu Samegrelo, od 17. století Samurzakanu. Po vzniku Sovětského svazu byla vesnice součástí Abchazské ASSR a spadala pod okres Gali. Téměř celá populace byla gruzínské národnosti.
Během války v Abcházii v letech 1992–1993 byla obec ovládána gruzínskými vládními jednotkami. Na konci této války zdejší obyvatelé uprchli z Abcházie. Po skončení bojů se vrátily dvě pětiny z nich a ocitly se pod vládou separatistické Abcházie.
Dle Moskevských dohod z roku 1994 o klidu zbraní а o rozdělení bojujících stran byl Dolní Bargjap začleněn do nárazníkové zóny, kde se o bezpečnost staraly mírové vojenské jednotky SNS v rámci mise UNOMIG. Mírové sbory Abcházii opustily poté, kdy byla v roce 2008 Ruskem uznána nezávislost Abcházie.
Dne 1. června 1997 v pět hodin ráno se na ruské základně mírových sborů mezi Sidou a Nabakií odehrál masakr v Sidě. Pachatelem byl seržant Artur Vaganov, který se dle vyšetřovatelů nejprve opil (třebaže byl dle svědectví přeživších abstinent), pak vyřadil z provozu komunikační síť základny, ukryl či zničil zbraně vojáků a pak zahájil palbu se svojí zbraní AK-47 na své kolegy spící v postelích. Poté zastřelil v druhém patře velitele posádky, jež měla devatenáct členů, poručíka Sergeje Gavrilova a vážně zranil velitele základny Alexeje Smotrina. Jakmile do místnosti vtrhl voják, držící noční hlídku, střelil se Vaganov do hlavy a zemřel. Výsledkem jeho řádění byla smrt deseti vojáků a vážné zranění tří dalších.

## Obyvatelstvo
Dle nejnovějšího sčítání lidu z roku 2011 je počet obyvatel této obce 718 a jejich složení následovné:
- 708 Gruzínů (98,6 %)
- 7 Abchazů (1,0 %)
- 3 příslušníci ostatních národností (0,4 %)

Před válkou v Abcházii žilo, v celém Sidském selsovětu 2046 obyvatel.